# ويليام ويفر
ويليام ويفر (بالإنجليزية: William Weaver)‏ هو كاتب سير ومترجم أمريكي، ولد في 24 يوليو 1923 في واشنطن العاصمة في الولايات المتحدة، وتوفي في 12 نوفمبر 2013 في Rhinebeck (town), New York ‏ في الولايات المتحدة.

## وصلات خارجية
- ويليام ويفر على موقع أرشيف الشارخ.
- ويليام ويفر على موقع ميوزك برينز (الإنجليزية)
- ويليام ويفر على موقع إن إن دي بي (الإنجليزية)
- ويليام ويفر على موقع ديسكوغز (الإنجليزية)